# Escuela de Fútbol Asociación de Vecinos La Chimenea
La Escuela de Fútbol Asociación de Vecinos La Chimenea es una asociación vecinal del barrio madrileño de Usera, fundada el 17 de julio de 1978. Nació a raíz del proyecto de construcción de 524 viviendas en el único espacio libre que quedaba en el barrio y con la finalidad de conseguir un parque en dicho lugar.
La Chimenea es miembro de la Coordinadora Española de Asociaciones de Vecinos de Madrid, y una de las pocas asociaciones vecinales que ha sido reconocida a nivel institucional por su destacada labor desarrollada en el impulso de iniciativas de carácter social y cultural en el ámbito de la infancia, juventud, mayores y enfermos.
La asociación organiza diversas actividades socioculturales y recreativas, destacando la atención a la tercera edad, educación, sanidad, seguridad, urbanismo y sobre todo fútbol. En la actualidad, La Chimenea cuenta con unos 350 futbolistas repartidos en 17 equipos de distintas categorías. La Chimenea es además equipo convenido con el Real Madrid CF.
El logro histórico más destacado de La Chimenea fue la disputa de la liga nacional de fútbol femenino en la temporada 1989/90, quedando en 10.º lugar, compitiendo con equipos femeninos de primer orden, como el Atlético de Madrid, RCD Español, u Oroquieta Villaverde.
El equipo femenino también disputó la Copa de la Reina de 1993, venciendo en 1/16 a la Universidad Complutense por 3-2 y 5-2, aunque no se presentaría en los octavos de final frente al Oroquieta Villaverde. También disputó la copa de 1995 pero fue eliminado en 1/16 de nuevo por el Oroquieta.